# Natri sorbat
Sodium sorbate là muối natri của axít sorbic.
Công thức là NaC6H7O2; tên hệ thống là "natri (E,E)-hexa-2,4-đienoat".
Nó là chất phụ gia thực phẩm với số E E201.